# Joachim Witthöft
Joachim Witthöft (Marienwerder, 23 settembre 1887 – Dalheim-Rödgen, 7 luglio 1966) è stato un generale tedesco della Wehrmacht durante la seconda guerra mondiale.

## Biografia
Joachim Witthöft nacque a Marienwerder il 23 settembre 1887 e si unì all'esercito imperiale tedesco il 12 marzo 1906 come sottufficiale, prestando servizio nel 3º reggimento di fanteria della Turingia. Dopo aver frequentato la scuola di guerra ed aver ottenuto il brevetto di tenente il 14 febbraio 1906, lavorò come formatore presso Biebrich, venendo poi trasferito a Wetzlar. Dopo la prima guerra mondiale, il 17 gennaio 1920, venne promosso capitano e si trasferì nel corpo della polizia nazionale, raggiungendo i gradi di maggiore e di colonnello.
Il 1º aprile 1936, quando venne trasferito col grado di colonnello nella Wehrmacht, Witthöft venne nominato comandante del 6º reggimento di fanteria di stanza a Lubecca dal 6 ottobre 1936 e, due anni dopo, del 26º reggimento di fanteria di stanza a Düsseldorf. Il 1º ottobre 1938 ricevette la promozione a maggiore generale. Durante la mobilitazione generale per la seconda guerra mondiale nell'estate del 1939, il 26 agosto 1939 divenne il comandante della nuova 86ª divisione di fanteria. Dopo aver preso posizione con la sua divisione sul fronte occidentale, si portò in Francia nella primavera del 1940, rimanendovi sino all'estate del 1941.
Nominato tenente dal 1º ottobre 1940, Witthöft guidò dal luglio 1941 la sua divisione nella campagna orientale. All'inizio del 1942 ottenne il comando del XXVII. Armeekorps operando in Russia centrale e venne promosso generale di fanteria il 1º marzo 1942. Il 30 giugno 1942 cedette il comando al maggiore generale Walter Weiss e venne trasferito in riserva. Il 21 luglio 1942 divenne comandante dell'area B dell'esercito. Nel febbraio 1943, divenne comandante dell'area sud.
Dal 26 agosto 1943, Witthöft divenne il successore di Valentin Feurstein come responsabile delle contromisure dell'Asse. Il 10 settembre 1943, ordinò "che il permesso di rifornire il proprio equipaggiamento all'esercito italiano non dovesse in nessun caso portare a saccheggi o ad attacchi da parte di individui esterni che avrebbero potuto contaminare l'onore dei soldati tedeschi" . Inoltre, ai prigionieri di guerra italiani sarebbero state concesse tutte le agevolazioni del caso. Nell'ottobre 1943 Witthöft venne nominato comandante militare per il Nord Italia.
Tre giorni dopo il fallito attentato ad Adolf Hitler il 20 luglio 1944, Gerd von Tresckow, superiore di Joachim Witthöft, si rivelò essere uno dei complici della cospirazione, morendo poco dopo essere stato indotto al suicidio. Da maggio a settembre del 1944 Joachim Witthöft venne posto al comando della costa veneziana. Dopo sette mesi di riserva, venne nominato Rappresentante Speciale del Comandante in Capo della zona Ovest, passando dal 16 marzo al mese di aprile del 1945 al comando generale sotto la guida del feldmaresciallo Ernst Busch a Lüneburg Heath sino alla resa dell'8 maggio 1945.
L'11 maggio 1945 l'esercito britannico gli assegnò la responsabilità della sicurezza e dell'ordine nell'area riservata G per alcuni mesi.